# Голодушко Захар Михайлович
 Захар Михайлович Голодушко (1906, село Присілки, тепер Мінської області, Білорусь — 11 травня 1967, місто Мінськ, тепер Білорусь) — радянський державний діяч, 1-й секретар Гомельського обласного комітету КП Білорусії, народний комісар зернових і тваринницьких радгоспів Білоруської РСР, міністр меліорації Білоруської РСР. Депутат Верховної ради СРСР 4-го скликання.

## Життєпис
З 1928 по 1931 рік був організатором і працівником колгоспу «Комсомолець» Білоруської СРР.
Член ВКП(б).
У 1935 році закінчив Мінську вищу партійну школу.
У 1939—1940 роках — завідувач сектора тваринництва ЦК КП(б) Білорусії.
У 1940—1942 роках — народний комісар зернових і тваринницьких радгоспів Білоруської РСР.
З 1942 по 1943 рік працював директором радгоспу в Куйбишевській області РРФСР.
У 1943—1946 роках — народний комісар зернових і тваринницьких радгоспів Білоруської РСР.
У 1946—1947 роках — 1-й заступник міністра тваринництва Білоруської РСР.
У 1947—1951 роках — міністр меліорації Білоруської РСР.
У листопаді 1951 — листопаді 1955 року — 1-й секретар Гомельського обласного комітету КП Білорусії.
У 1955—1956 роках — слухач Курсів перепідготовки при ЦК КПРС.
З 1956 року — 1-й заступник міністра радгоспів Білоруської РСР.
Помер 11 травня 1967 року в Мінську. Похований на Східному цвинтарі Мінська.

## Нагороди
- три ордени Трудового Червоного Прапора (10.09.1945, 1948, 1958)
- медалі